# Euroliga 2002./03. (vaterpolo)
Ovo je četrdeseto izdanje elitnog europskog klupskog vaterpolskog natjecanja. Sudjelovalo je 29 momčadi, a Final Four održan je u Genovi u Italiji.
Poluzavršnica
- Pro Recco -  Mladost 5:4
- Honvéd -  Spandau 11:6

Završnica
- Pro Recco -  Honvéd 9:4

- sastav Pro Recca (treći naslov): Jesús Rollán, Alberto Angelini, Luca Giustolisi, Danilo Ikodinović, Simone Mina, Vladimir Vujasinović, Daniele Bettini, Tibor Benedek, Paolo Petronelli, Alessandro Calcaterra, Massimiliano Ferretti, Alessandro Caliogna, Alberto Ghibellini